# Xenopsylla cheopis
Xenopsylla cheopis es una espècie de sifonàpter de la família Pulicidae, paràsit de les rates. El nom del gènere prové del grec χένος, xénos, estranger, i de ψύλλα psylla, puça; i el d'espècie del grec χέοπς, kéops, faraó d'Egipte, el segon de la quarta dinastia (Imperi Antic).

## Característiques
Aquesta puça és fàcilment identificable per la quetotàxia[2] plantar del segment V del tars anterior. En la femella, l'espermateca és molt característica. Longitud: mascle 1,4-2 mm.; femella 2,5-3 mm.

## Història natural
Es tracta d'una espècie essencialment afrotropical, però present actualment en totes les zones càlides o càlides-temperades del globus. La seva presència fora d'aquestes regions és esporàdica i sempre lligada a les “immigracions” repetides, sobretot en els ports marítims. Pica a l'home com a hoste accidental.
Els seus hostes primaris són Rattus rattus (rata negra) i Rattus norvegicus (rata nórdica). L'hoste secundari és Mus domesticus (ratolí domèstic) i un altre hoste accidental pot ser Dipodillus campestris (gerbil nord-africà). Aquesta puça acostuma a ser sinantròpica i està lligada a la distribució de les rates, essent essencialment estival en les regions temperades i podent-se trobar, durant tot l'any, sota la seva forma imaginal. És una puça més aviat mandrosa, salta poc i no s'allunya gaire de les rates mortes.
És sobretot aquesta puça la que transmet la pesta de rata a rata, i de la rata a l'home[3]. També transmet el tifus murí (provocat per la proteobacteria alfa Rickettsia mooseri) i és hoste intermediari dels cestodes (cucs de cos aplanat) de rosegadors del gènere Hymenolepis.